# Rhinotia hemistictus
Rhinotia hemistictus (лат.) — вид жуков из семейства Belidae. Систематика вида не устоялась, некоторые учёные относят его к роду Orthorhynchoides. Длина тела насекомого около 20 мм. Питаются, в том числе, стеблями акации Acacia dealbata. Обитают в лесистой местности в Австралии, в том числе в Новом Южном Уэльсе, Западной Австралии и Южной Австралии.